# Stephan Hann
Stephan Hann (* 1970 in Berlin) ist ein Berliner Modekünstler, der für seine Modeobjekte aus Recyclingmaterialien berühmt ist.

## Leben
Hann machte von 1987 bis 1990 eine Herrenmaßschneiderlehre an der Deutschen Oper Berlin und studierte von 1991 bis 1996 Szenografie und Mode an der Kunsthochschule Berlin-Weißensee. Nach seiner Ausbildung zog er nach Paris, wo er in den Jahren von 2000 bis 2006 lebte und unter anderen für Swarovski KG und Loulou de la Falaise arbeitete.

## Werk
Im Jahr 1985 präsentierte er seine „Papier-Kollektion“. Großvolumige Roben waren aus Telefonbuchseiten und Zeitungspapier hergestellt, die Silhouetten erinnerten an die Grand-Parure der französischen Hofmode.nIm Jahr 1993 entstand seine Naturkollektion „Naturgewalten“. Die Kollektion erinnerte an feengleiche Luxuswesen mit Rosenblättern, Federn und Zweigen umgeben. Im gleichen Jahr wurde ihm der Preis „Junior Riecher“ der Berliner Modejournalisten verliehen. Im Jahr 1995 entwarf er seine „Zelluloid-Kollektion“. Besonders auffallend waren hier Glanzeffekte des Materials. Ein Jahr später widmete das Kunstgewerbemuseum Berlin ihm eine Einzelausstellung. Im Jahr 1997 stellte das Museum für Kunst und Gewerbe Hamburg unter dem Titel „Stephan Hann – Photokleider“ die Zelluloidroben aus. Im Jahr 1998 brachte er seine „Architekturkollektion“ heraus, Kleider aus gefalteten Architekturplänen als Ganzkörperhüllen oder Seidenroben mit Flügel- und Fächerarmen. Die Kollektion wurde im Nederlands Architectuurinstituut in Rotterdam anlässlich dessen 10-jährigen Bestehens gezeigt.
Im Jahr 2000 entstand seine „Lexmark-Kollektion“ aus Farbfotodrucken. Hier griff er seine Natur-Bildthemen aus der „Naturgewalten-Kollektion“ wieder auf, diesmal beispielsweise in Form von Hunderten von Rosen, ausgeschnitten aus Farbdrucken. Ein Jahr später präsentierte er diese in Moskau. Im Jahr 2004 fertigte er seine „Tetra Pak-Kollektion“ an. Im Jahr 2007 wurden im Museum für angewandte Kunst (Wien) Fotos und seine Materialkleider unter dem Titel „Recycling Couture“ gezeigt. Ein Jahr später eröffnete das Kunstgewerbemuseum Berlin eine Ausstellung unter dem Titel „couture remixed“. Die Ausstellung wurde bis Juni 2009 verlängert und verzeichnete einen Besucherrekord für das Museum.
Im Jahr 2011/2012 war seine Ausstellung „Recycling-Couture“ in der Kunsthalle St. Annen in Lübeck zu sehen. Im Jahr 2012 entstand die Kollektion „5 für 25“ im Auftrag des Deutschen Historischen Museums Berlin. Es wurden unterschiedliche Themenberichte der letzten 25 Jahre des Museums, transformiert in Modeobjekte, gezeigt. 2012/2013 wurden diese im Foyer des Deutschen Historischen Museums Berlin gezeigt. Im Jahr 2013 war die Ausstellung „MODE – MEDIUM – MATERIAL“ im Badischen Landesmuseum Karlsruhe zu sehen.

## Ausstellungen/Modenschauen (Auswahl)
- 1993 Umweltbundesamt Berlin
- 1994 Kunstgewerbemuseum Berlin
- 1997 Museum für Kunst und Gewerbe Hamburg
- 1998 Nederlands Architectuurinstituut Rotterdam
- 1999 Umweltbundesamt Berlin
- 1999 Badisches Landesmuseum Karlsruhe
- 2003 Germanisches Nationalmuseum Nürnberg
- 2004 Villa Cromford, Industriemuseum Ratingen
- 2007 Museum für Angewandte Kunst Wien
- 2007 Deutsches Textilmuseum Krefeld
- 2007 Galerie Schubert Berlin
- 2008/2009 Kunstgewerbemuseum Berlin
- 2011/2012 Kunsthalle St. Annen Lübeck
- 2012/2013 Deutsches Historisches Museum Berlin
- 2013 Badisches Landesmuseum Karlsruhe

- 2018 Staatliches Textil- und Industriemuseum (tim) Augsburg
- 2019: Der Müll, der Luxus und die Kunst. Modewelten von Stephan Hann, Abguss-Sammlung Antiker Plastik, Berlin

## Kooperationen/Entwurf und Realisierung von Kollektionen (Auswahl)
- 1997 Internationale Filmfestspiele Berlin
- 1998 Nederlands Architectuurinstituut Rotterdam
- 2000 Lexmark International Inc., USA
- 2003 Tetra Pak International S.A., Paris
- 2003 D. Swarovski & Co, Paris
- 2004 Moet & Chandon
- 2004 Loulou de la Falaise, Paris
- 2007 Bertelsmann AG, Gütersloh
- 2010 D. Swarovski & Co, New York
- 2010 D. Swarovski & Co, Wien

## Sammlungen
Über 45 Modeobjekte von Stephan Hann sind in folgenden Sammlungen vertreten:
- Germanisches Nationalmuseum Nürnberg
- Kunstgewerbemuseum Berlin
- Museum für Kunst und Gewerbe Hamburg
- Deutsches Textilmuseum Krefeld
- Bertelsmann Stiftung Gütersloh
- Museum für Angewandte Kunst MAK Wien
- Swarovski Kristallwelten
- Badisches Landesmuseum Karlsruhe
- Nederlands Architectuurinstituut Rotterdam
- Industriemuseum Ratingen
- Kunsthalle St. Annen Lübeck
- Museum Europäischer Kulturen Berlin
- Deutsches Historisches Museum Berlin

## Auszeichnungen
- 1993 Modepreis „Juniorriecher“ der Berliner Modejournalisten